# Руби Спаркс
«Руби Спаркс» (англ. Ruby Sparks) — трагикомедийный фильм Валери Фарис и Джонатана Дэйтона. В главных ролях — Пол Дано и Зои Казан, которая также является сценаристом картины.

## Сюжет
Главный герой — молодой писатель Кэлвин, который, успешно издав свой первый роман, впал в творческий кризис и не может завершить новую книгу. Его отношения с окружающими не складываются, и психотерапевт советует ему начать с малого: написать хотя бы одну страницу о человеке, которому нравится пес Кэлвина Скотти.
Увидев во сне девушку по имени Руби, Кэлвин начинает писать о ней, придумывая ей склад ума, привычки и увлечения, и признаваясь самому себе, что такой он видит идеальную женщину. Вскоре в доме Кэлвина начинают из ниоткуда появляться женские вещи. Друзья Кэлвина, читая черновики, говорят ему, что образ нереалистичен и идеализирован, но тот отмахивается и пишет последний абзац, в котором говорится, что Руби влюбилась в него.
Утром Кэлвин обнаруживает, что Руби во плоти готовит ему завтрак на кухне. Кэлвин в панике решает, что у него галлюцинации, но как выясняется, девушка существует на самом деле, влюблена в него, и не подозревает о том, что ее «сотворил» автор. Все, что Кэлвин дописывает в черновик о ней, тут же воплощается в ее характере на самом деле, и он решает больше ничем не дополнять текст.
Прожив с Руби несколько месяцев, интроверт Кэлвин начинает завидовать тому, что она, в отличие от него самого, легко общается с людьми, ревновать ее, и их отношения стремительно портятся. Когда Руби, не в силах больше выносить его угрюмое настроение, заявляет Кэлвину что будет больше времени проводить без него, тот нарушает данное себе обещание, и пробует «исправить» ее характер: дописывает в текст абзацы о том, что Руби больно находиться без него (она оказывается не в силах даже отпустить его руку), затем что она постоянно счастлива (это выглядит так искусственно, что сам Кэлвин не может этого видеть). Попытавшись вернуть все как было, он только делает ее личность более противоречивой, и в итоге, приревновав к своему наставнику, срывается.
Когда Руби пытается уйти от него, Кэлвин дописывает в черновик, что она не может выйти из его комнаты, и рассказывает ей, как она «появилась» в его доме, подкрепляя рассказ демонстрацией того, что девушка не может не выполнить любой написанный «приказ». В ужасе от всего, что Кэлвин заставляет ее делать, Руби сначала падает в обморок, а потом запирается в его комнате. Осознав, как низко он пал, Кэлвин дописывает в черновик последнюю строку: когда Руби выйдет из его дома, она забудет и его, и все, что с ней произошло, и дальше будет жить своей жизнью, без всякого влияния с его стороны.
Утром Кэлвин видит, что Руби ушла, и начинает писать новую книгу на основе того, что произошло с ним. Книга оказывается успешной, и даже психотерапевт шутит, что еще никто из его пациентов не воспринимал его упражнения так серьезно. Прогуливаясь по парку, Кэлвин видит Руби, читающую его книгу: она не помнит, кто он, только говорит, что его лицо ей знакомо (Кэлвин в ответ шутит, что не удивлен, так как его портрет на обложке книги, которую она читает). Руби заново знакомится с ним, и просит Кэлвина не рассказывать ей, чем закончится сюжет.

## В ролях
- Пол Дано — Келвин Вейр-Филдс
- Зои Казан — Руби Спаркс
- Крис Мессина — Гарри Вейр-Филдс
- Аннетт Бенинг — Гертруда
- Антонио Бандерас — Морт
- Стив Куган — Лэнгдон
- Эллиотт Гулд — доктор Розенталь
- Дебора Энн Уолл — Лайла
- Аасиф Мандви — Сайрус Муди
- Тони Тракс — Сьюзи Вейр-Филдс, жена Гарри
- Алия Шокат — Мэйбел
- Уоллес Лэнгэм — Уоррен

## Отзывы
Фильм был хорошо встречен кинокритиками. На Rotten Tomatoes 79 % рецензий являются положительными, средний рейтинг составляет 7,1 из 10.